# S. Balachander

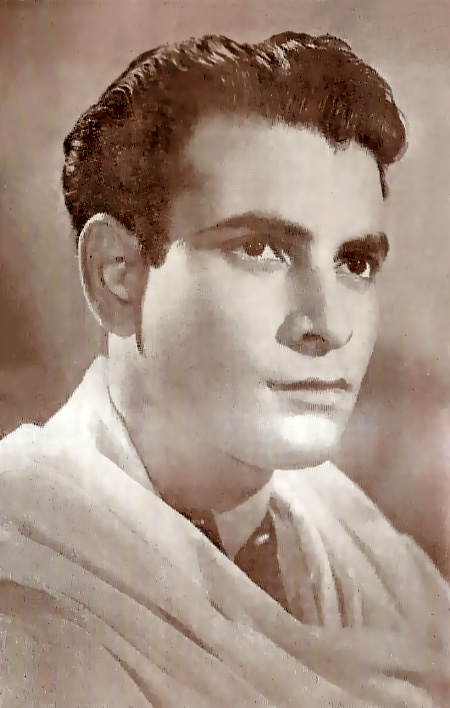
S. Balachander 1950

S. Balachander (Sundaram Balachander; Tamil சுந்தரம் பாலச்சந்தர், Cuntaram Pālaccantar; * 18. Januar 1927 in Madras; † 13. April 1990 in Bhilai, auch als Veena S. Balachander und Veenai S. Balachander) war ein indischer Filmschauspieler, -regisseur, -produzent und Komponist von Filmmusik im tamilischen Film und bedeutender Vina-Virtuose des 20. Jahrhunderts.

## Frühe musikalische Karriere
Balachander wurde als Kind des Rechtsanwalts V. Sundaram geboren. Er spielte bereits als Kind auf verschiedenen indischen Perkussionsinstrumenten und trat mit seinem älteren Bruder S. Rajam, der ein bekannter Vokalist war, in Konzerten auf. Er erlernte eine Reihe anderer Instrumente, darunter die Sitar, auf der er im Alter von zwölf bis sechzehn Jahren Solokonzerte gab. Es ist bemerkenswert, dass er auf diesem Hauptinstrument der nordindischen hindustanischen Musik die südindische karnatische Musik spielte. Seit dem Alter von fünfzehn Jahren spielte er regelmäßig, fast täglich, für All India Radio in Madras auf verschiedenen Instrumenten.

## Filmkarriere
1933 hatte Balachander sein Schauspieldebüt in dem mythologischen Film Seetha Kalyanam, wo er einen Musiker spielte. Bis 1942 trat er als Kinderdarsteller in fünf weiteren tamilischen Filmen auf. Für den Film Ithu Nijama (1948) schrieb er seine erste Filmmusik und spielte darin eine Doppelrolle als Zwilling. Nach seinen ersten Regiearbeiten, dem Melodram En Kanavar (1948) und dem Thriller Kaidhi (1951), war er insbesondere 1954 mit dem Kriegsspionagedrama Andha Naal bei der Kritik erfolgreich, das wahrscheinlich von Akira Kurosawas Rashomon inspiriert war. Der Film kam, für tamilische Filme ungewöhnlich, ohne Lieder aus. Sein für die linkspolitische Produktionsgesellschaft Peoples’ Film entstandener Film Avan Amaran (1958) wurde wegen seiner politischen Aussagen durch den Zensor um 1034 ft gekürzt. 1960 gründete S. Balachander seine eigene Filmproduktionsgesellschaft S.B. Creations, unter deren Banner er unter anderem Avana Evan (1962), eine Adaption von George Stevens’ A Place in the Sun, und den Thriller Nadu Iravil (1970) – seinen letzten Film – nach Agatha Christies Ten Little Niggers drehte. Balachander schrieb die Filmmusik für alle Filme, bei denen er Regie führte. Diese war von Jazz, lateinamerikanischer Musik sowie indischer und westlicher klassischer Musik beeinflusst. Er beendete seine Radio- und Filmaktivitäten, um sich ganz der Musik zu widmen.

## Vinaspieler

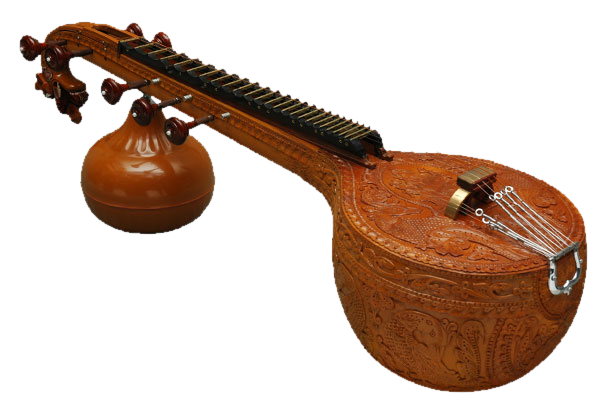
Sarasvati vina

1966 begann er, das Spiel der Sarasvati vina zu erlernen. Er brachte sich das Spielen des Instruments selbst bei und gehörte auch keiner der musikalischen Schulen an, die traditionell in Südindien das musikalische Wissen weitervermitteln. Stattdessen begann er, seinen eigenen Stil zu entwickeln (der als Balachander Bani bezeichnet wird) und eine eigene musikalische Gefolgschaft um sich zu scharen. Sein virtuoser und lebhafter Stil, sein energischer Anschlag brachte ihm auch die Ablehnung von traditioneller eingestellten Kritikern ein.
Balachander gehörte zu den Pionieren des Wandels der karnatischen Aufführungspraxis von einer aristokratischen Kammermusik mit kleinem Hörerkreis zu einer Musik, die im Konzertsaal über Mikrofon vor einem großen Publikum von Kennern (rasika) aufgeführt wird.
Balachander hat eine große Anzahl von Schallplatten aufgenommen. Er unternahm Tourneen durch die ganze Welt und gab auch im Westen Kurse. Er war mit Ravi Shankar und Yehudi Menuhin befreundet. 1982 wurde er mit dem Padma Bhushan ausgezeichnet.

## Filmografie
| Schauspieler - 1933: Seeta Kalyanam - 1935: Radha Kalyanam - 1936: Rukmini Kalyanam - 1941: Kamadhenu - 1941: Rishyashringar - 1942: Nandanar - 1948: Ithu Nijama - 1951: Rajambal - 1951: Devaki - 1951: Kaidhi - 1952: Rani - 1953: Inspector - 1954: Penn - 1955: Dr. Savithri - 1959: Maragatham - 1964: Bommai - 1970: Nadu Iravil | Regisseur - 1948: En Kanavar - 1951: Kaidhi - 1954: Andha Naal - 1956: Edi Nijam - 1958: Avan Amaran - 1962: Avana Evan - 1964: Bommai - 1970: Nadu Iravil |

## Aufnahmen (Auswahl)
- The Music Of Southern India: S. Balachander - Veena, Sivaraman - Mridangam. Nonsuch Explorer Series LP 7/2003, 1960er.
- Veena Virtuoso: S. Balachander. Columbia Records Japan, 2006.
- Veena Chakravarthy S.Balachander In Concert - RAGAM - THANAM - PALLAVI in Ragam SRI. Swathi's Sanskriti Series.
- Veena Vidwan S.Balachander In Concert - Dhyname. Swathi's Sanskriti Series.
- La Vina De S.Balachander (Krishnamurthy: mridangam) / LP 1978 Sonodisc ESP 165510